# Кабо-де-Гата
36°43′19″ пн. ш. 2°11′35″ зх. д. / 36.72189° пн. ш. 2.19297° зх. д.
Кабо-де-Гата (ісп. Cabo de Gata) — мис у Середземному морі, розташований у муніципалітеті Ніхар, провінція Альмерія, на південний схід від міста Альмерія і на південний захід від міста Картахена на півдні Іспанії. Один із найбільших мисів середземноморського узбережжя Іспанії.

## Опис
Мис розташований біля підніжжя гірської системи Кордильєра-Бетіка. Мис є закінченням гір Сьєрра-де-Кабо-де-Гата (ісп. Sierra del Cabo de Gata). Входить до природного парку Кабо-де-Гата-Ніхар.
Це місце з найменшою кількістю опадів на Піренейському півострові і взагалі в Європі (150-170 середня кількість опадів, найменша 52 мм мм у 1981 році). Однак, не дивлячись на таку сухість, територія мису не вважається пустелею, хоча поблизу знаходиться пустеля Табернас, розташована 30 км у північно-західному напрямку. Найнижча температура, зареєстрована в Кабо-де-Гата, становила 0,1 °C.
На Кабо-де-Гата розташовані поселення Сан-Хосе, Лас-Неграс, Агуа-Амарга, Іслета-дель-Моро, Родалькілар, Сан-Мігель, Альмадраба-де-Мотелева, Фернан Перес, Лас-Хортічуелас, Посо-де-лос-Фрайлес, Лос-Ескульос, Ніхар і Карбонерас. Маяк на мисі є відомою пам'яткою.
26 березня 2008 року значну частину миса Кабо-де-Гата було оголошено природним парком.

## Історія
Клавдій Птолемей у «Географії» називає мис Promontorium Charidemi. В античній географії він знаходився біля затоки Урсі в римській провінції Бетика. Флавій Авіан називав мис Promunturium Veneris (мис Венери). На горі Серро-де-ла-Теста (Cerro de la Testa) біля мису знаходився храм, присвячений богині.
У ході франко-іспанської війни 1635-1659 років, 3 вересня 1643 біля мису відбулася морська битва у Картахени. Французький флот під командуванням маркіза де Брезе після 12-годинного бою здобув перемогу, яка дозволила французам встановити повне панування над західним басейном Середземного моря.
На горі Серро-де-ла-Теста біля мису знаходяться руїни сторожового посту, збудованого у 1593 році та зруйнованого після землетрусу 31 грудня 1658 року. Місце продовжувало використовувати як спостережний пункт після руйнування будівлі. У 1769 році було відновлено сторожову вежу, яка згодом зруйнувалася. У 1860-х роках ця гора розглядалася як місце розташування маяка, але від цієї ідеї відмовилися. На горі є руїни різних будівель. На схилі, зверненому до моря, знаходиться стара недобудована казарма Цивільної гвардії. Поруч із казармою знаходяться два льохи боєприпасів, що використовуються для зберігання вибухівки та як укріплення у ході війни.
В 1738 на мисі був побудований замок, зруйнований під час Піренейських воєн. У 1863 році на його місці зведено маяк висотою 55 м.
Маяк на мисі є відомою пам'яткою.
26 березня 2008 року значну частину мису Кабо-де-Гата було оголошено природним парком.